# Dario Melnjak
Dario Melnjak (* 31. října 1992 Varaždín) je chorvatský fotbalista. Momentálně působí v tureckém klubu Caykur Rizespor, kde působí i bývalý útočník pražské Slavie Milan Škoda. Hraje na pozici krajního obránce, je levonohý fotbalista.

## Kariéra
Svoji kariéru začínal v klubu NK Nedeljanec, jeho následující klub byl NK Zelina, ovšem jeho prvním profesionálním působištěm byl klub NK Slaven Belupo, ve kterém strávil 2 roky a odehrál 13 zápasů a připsal si 1 branku, to mu vyneslo jeho první zahraniční angažmá, a to hostování a následný přestup do KSC Lokeren, kde odehrál za 3 roky 17 zápasů, poté přišel útlum a přijal nabídku slovinského klubu NK Domažle, zde nastřílel 10 branek a stěhoval se po 2 letech do Turecka a to do jeho stávajícího angažmá Caykuru Rizespor.

## Rodina
Jeho bratrancem je slavný chorvatský fotbalista Marko Rog nyní působící v Cagliari.
| Klub             | Zápasy | Góly | Asistence |
| Caykur Rizespor  | 37     | 6    | 5         |
| ---------------- | ------ | ---- | --------- |
| NK Domažle       | 51     | 10   | 5         |
| Neftci Baku      | 14     | 0    | 0         |
| KSC Lokeren      | 17     | 0    | 2         |
| NK Slaven Belupo | 59     | 4    | 4         |
| NK Zelina        | 24     | 0    | 0         |